# George Square (Édimbourg)
Ne doit pas être confondu avec George Square.
George Square est un square à Édimbourg qui se situe au sud du centre ville et adjacent à la partie nord des Meadows. Le square a été aménagé en 1766 à l'écart de la Old Town dans le nouveau quartier de la New Town. La place a été fortement réaménagée dans les années 1960-70 par l'Université d'Édimbourg à qui elle appartient en grande partie. 

## Galerie

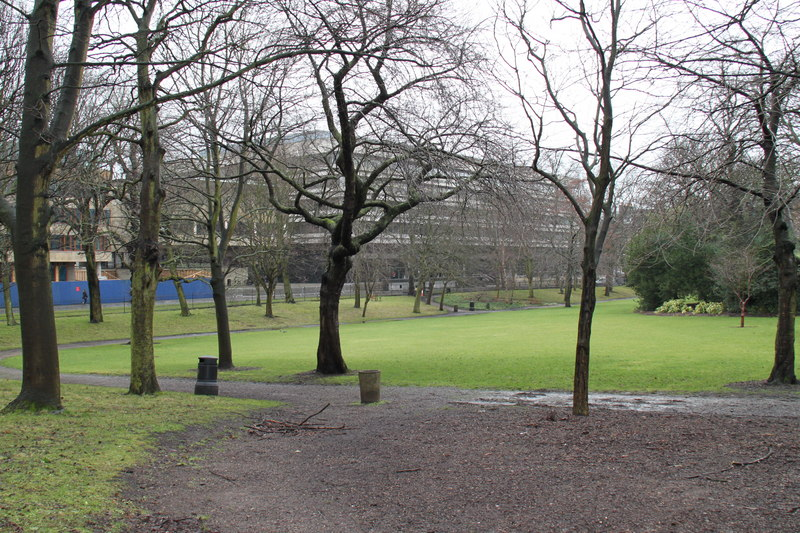
Jardin de George Square et bibliothèque universitaire en arrière plan
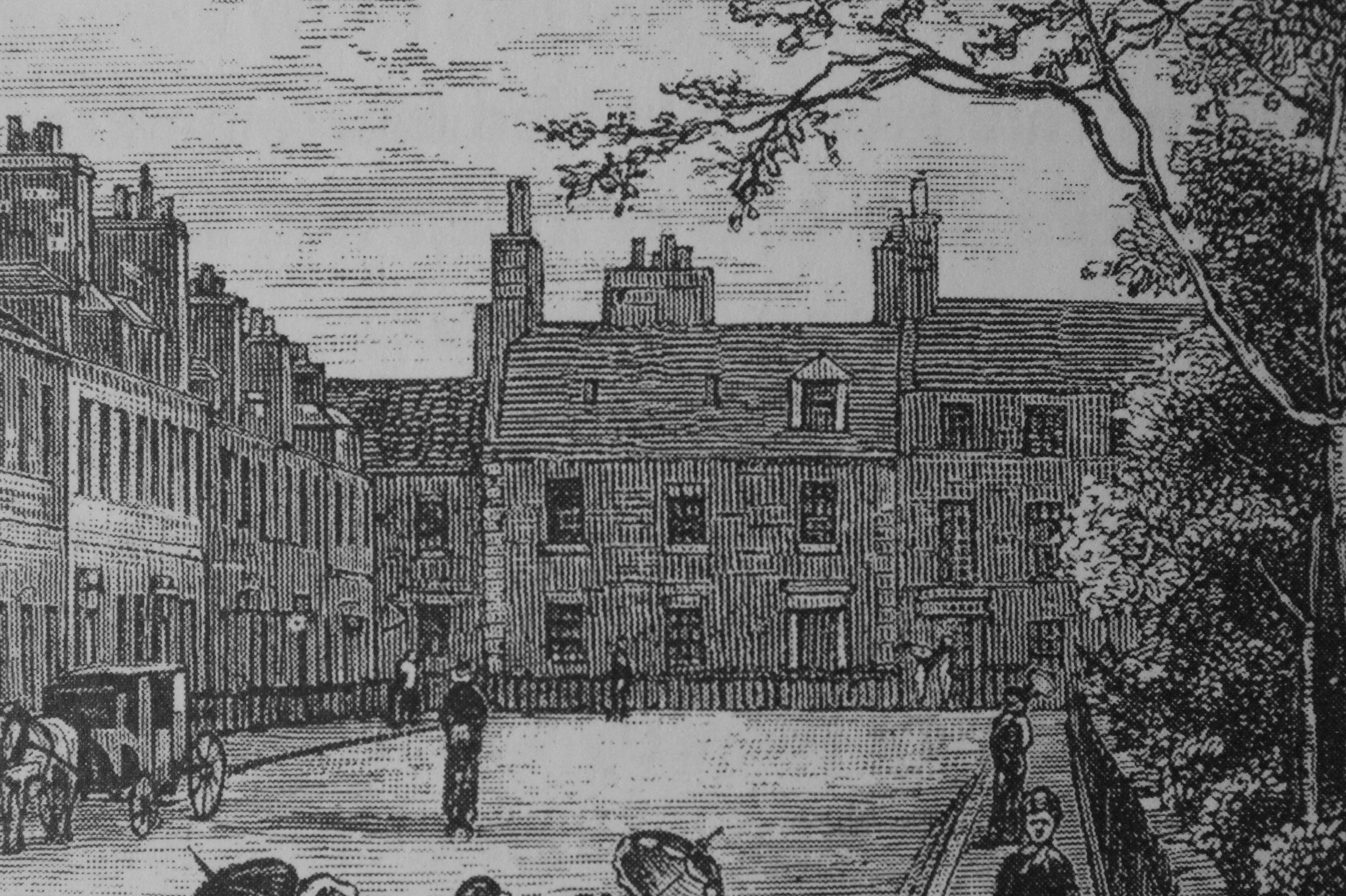
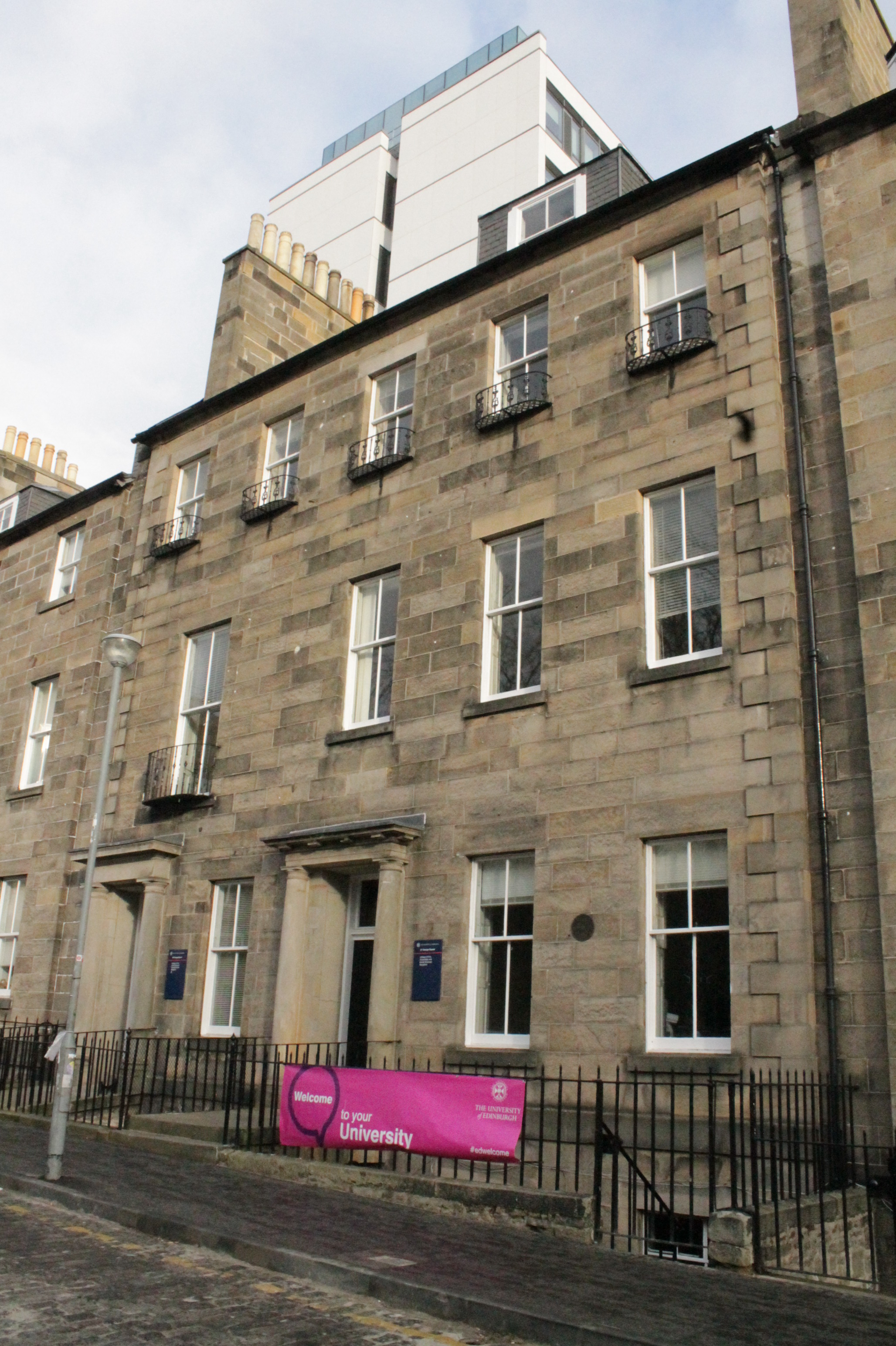
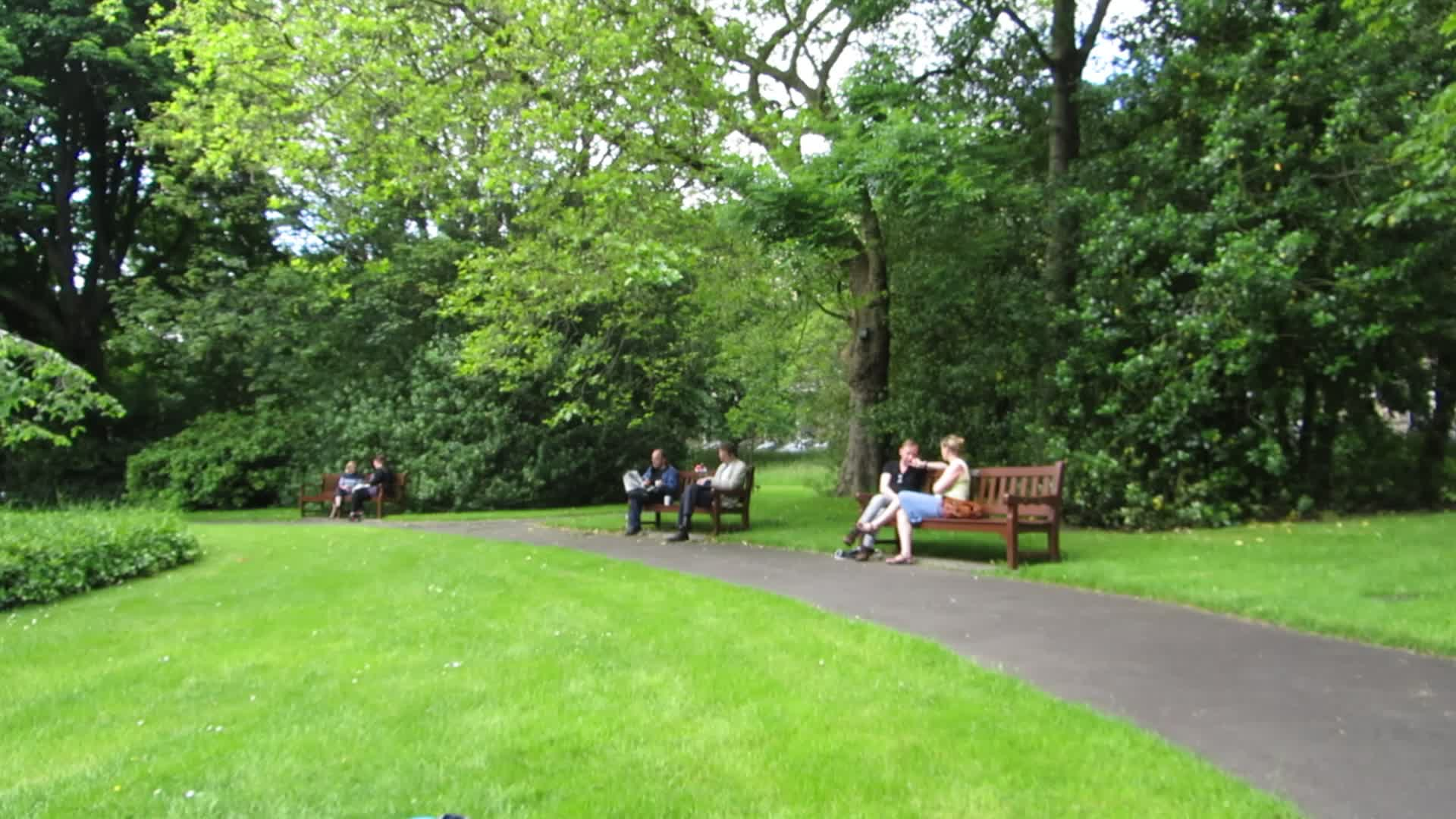